# Marija Ulitina

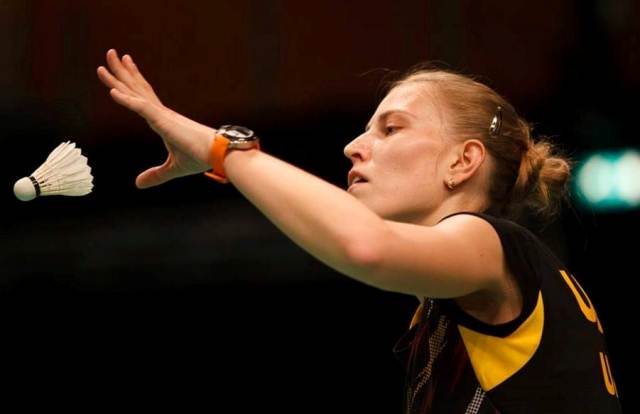
Marija Ulitina, 2017

Marija Stanislawiwna Ulitina (ukrainisch Марія Станіславівна Улітіна; englisch Mariya Ulitina; * 5. November 1991 in Dnipropetrowsk, Ukrainische SSR, Sowjetunion) ist eine ukrainische Badmintonspielerin.

## Karriere
Marija Ulitina wurde 2009 ukrainische Juniorenmeisterin. 2010 gewann sie die Slovak International und die Charkiw International. 2011 erkämpfte sie sich bei den Hochschuleuropameisterschaften Silber und Bronze.

## Sportliche Erfolge
| Saison | Veranstaltung                     | Disziplin   | Platz | Name                              |
| ------ | --------------------------------- | ----------- | ----- | --------------------------------- |
| 2009   | Ukrainische Juniorenmeisterschaft | Damendoppel | 1     | Mariya Ulitina / Natalya Voytsekh |
| 2009   | Kharkov International             | Damendoppel | 3     | Mariya Ulitina / Natalya Voytsekh |
| 2010   | Turkey International              | Damendoppel | 3     | Mariya Ulitina / Natalya Voytsekh |
| 2010   | Slovak International              | Dameneinzel | 1     | Mariya Ulitina                    |
| 2010   | Kharkov International             | Damendoppel | 1     | Mariya Ulitina / Natalya Voytsekh |
| 2011   | Hochschuleuropameisterschaft      | Dameneinzel | 3     | Mariya Ulitina                    |
| 2011   | Hochschuleuropameisterschaft      | Damendoppel | 2     | Mariya Ulitina / Natalya Voytsekh |
| 2012   | Ukrainische Meisterschaft         | Dameneinzel | 1     | Mariya Ulitina                    |
| 2012   | Hungarian International           | Dameneinzel | 1     | Mariya Ulitina                    |
| 2015   | Slovenia International            | Dameneinzel | 1     | Mariya Ulitina                    |